# 우쓰시에
사생화(うつし絵 우쓰시에[*])는 2009년 5월 27일에 발매된 아라가키 유이의 네 번째 싱글이다.

## 트랙 리스트
1. うつし絵
작사 : 이와사토 유호 / 작곡 : 구보 겐지
2. 言えない「スキ」
작사 : 아라가키 유이 / 작곡 : 가와에 미나코
3. ハチミツ
작사 : 이와사토 유호 / 작곡 : 시마모토 미치타로, 무라야마☆준
4. うつし絵 (naked voice ver.)
5. うつし絵 (instrumental)

## 순위
- 일간최고순위 9위 (오리콘 차트)
- 주간최고순위 10위 (오리콘 차트)